# Анахорети

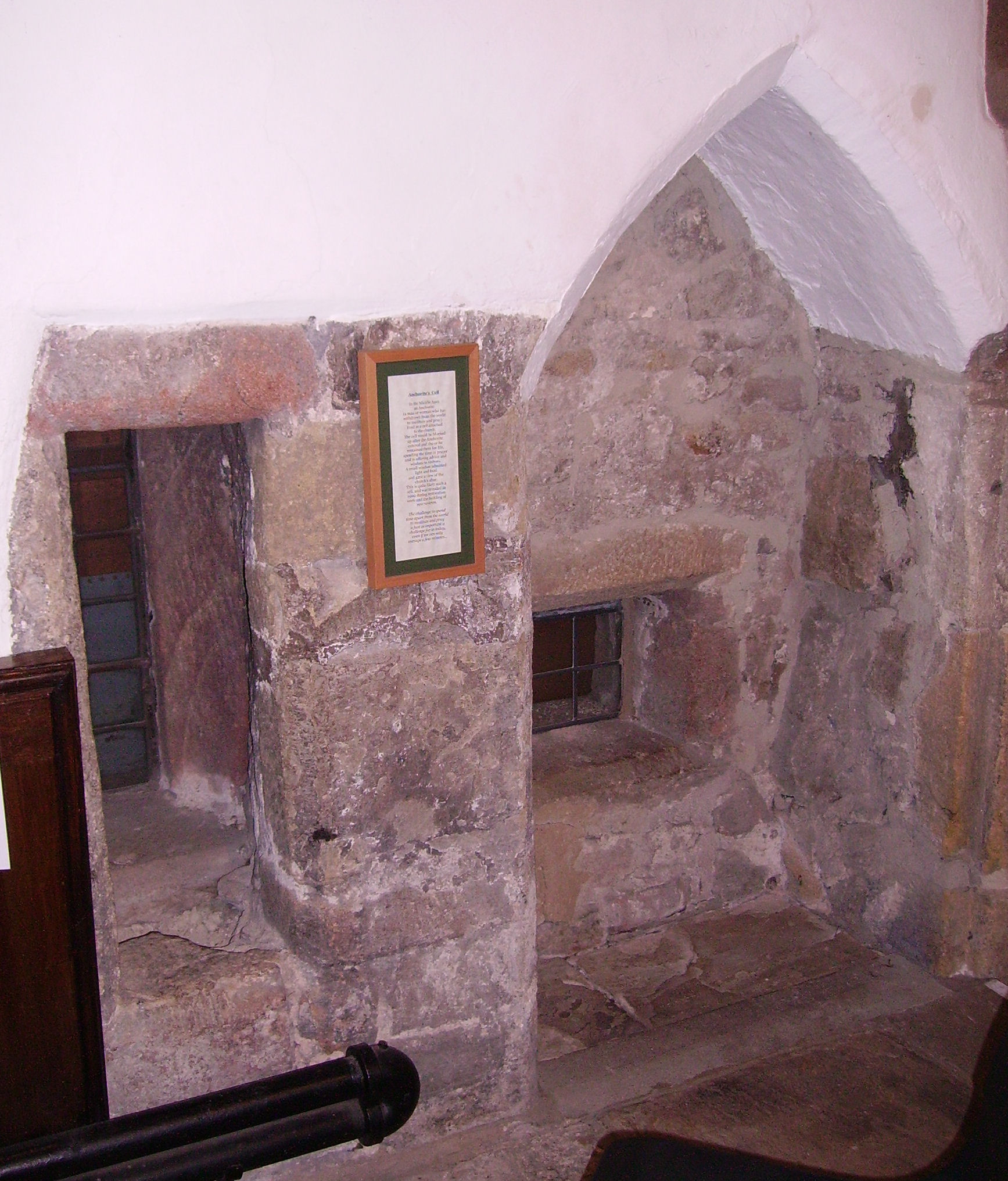
Келія анахорета в Скіптоні

Анахорети (грец. αναχωρησις) — ті, що віддалилися від світу, відлюдники, пустельники. Так називалися люди, які заради християнського подвижництва живуть у відокремлених і пустельних місцевостях, по можливості цураючись будь-якого спілкування з іншими.
Уже в I–II століттях християни усувалися від язичницьких святкувань і задоволень, а в кінці III — початку IV століття і з'явилися відлюдники у справжньому значенні цього слова, які внаслідок жорстоких переслідувань або ж презирства до всього земного стали шукати усамітнення. На початку IV століття біля таких відлюдників, або «Отців пустелі», стали збиратися (спочатку в Єгипті) учні і співтовариші і вести під їх керівництвом аскетичний спосіб життя. Коли Афанасій в 356 рік у віддалився в Лівійську пустелю, він знайшов її вже заселеною численними пустельниками.
Ідеальний образ такого самітника накреслили Ієронім у житії Павла Фівейського і Афанасій у житії святого Антонія. Останній вважається батьком справжнього чернецтва. Існує оповідь, що його учень Іларіон (християнський аскет) ввів цей відокремлений спосіб життя в Палестині, а Євстафій в Вірменії і Малій Азії. Незабаром вчителя церкви стали заохочувати такий спосіб життя і прищепили його й на Заході. Але незабаром, коли анахоретів став осаджувати народ, що шукав їхніх порад, спокою в нещастях і благословення хворих і дітей, вони змушені були відмовитися від початкового наміру зовсім усунутися від світу. Деякі анахорети піддавали свою плоть мукам, покладали на себе ланцюги, залізні кільця і т. п. вериги, усамітнювалися в майже незаселених місцевостях, печерах, відмовляли собі в необхідному прожитку й одязі або ж, приймаючи неприродні пози, залишалися в них протягом багатьох років (див. стовпники — стиліти). Однак подібні подвиги анахоретства стали поступово зникати, тому що церква незабаром віддала перевагу більш м'якій формі відлюдництва, саме — гуртожитку «кіновітів», або ченців. Втім, подібні явища присутні практично в усіх східних релігіях.